# Anıl Şahin
Anıl Şahin (* 26. März 1993 in Çıldır) ist ein türkischer Fußballspieler.

## Karriere
Şahin begann mit dem Vereinsfußball 2006 in der Jugend von Kartalspor. Im Sommer 2012 wurde er in den Profikader aufgenommen und nach zwei Pokaleinsätzen für die Rückrunde der Saison 2012/13 an den Viertligisten Derince Belediyespor ausgeliehen. Nach seiner Rückkehr spielte er eine Saison lang sowohl für die Profimannschaft Kartalspors als auch für die Reservemannschaft. 2014 etablierte er sich als Stammspieler.
Zur Saison 2016/17 wurde er an den Partnerverein und Erstligisten Kardemir Karabükspor abgegeben und von diesem noch in der gleichen Transferperiode an den Istanbuler Drittligisten Pendikspor ausgeliehen. Im Sommer 2017 wechselte er zum Drittligisten İnegölspor.